# 6-я кавалерийская дивизия (СССР)
6-я кавалерийская дивизия — войсковое соединение РСФСР в гражданской войне в России в составе Первой Конной армии, в РККА СССР во Второй мировой войне.

## История
Предшественницей дивизии явилась 1-я Ставропольская кавалерийская дивизия, сформированная в октябре 1918 г. из Ставропольской кавбригады, основу которой составили конные отряды ставропольских партизан. С 20.01.1919 г. дивизия стала именоваться 1-й советской кавалерийской дивизией. После упразднения Каспийско-Кавказского фронта все его кавалерийские части, в том числе и 1-я советская кавдивизия, были сведены в одну кавдивизию (приказ войскам 10-й армии № 23 от 18.03.1919 г.). По приказу РВС 10-й армии № 143 от 26.03.1919 г. она получила номер 6-й.
В период Гражданской войны соединение входило в состав Первой Конной армии и принимало участие в важнейших сражениях 1918—1920 гг., в том числе в Советско-польской войне и операции по захвату Крыма (осень 1920).
За отличия в боях на Чонгарском полуострове (1920) приказом РВС Республики № 1 от 02.01.1921 г. дивизии было присвоено почетное наименование 6-й Чонгарской Красной кавалерийской дивизии, приказом РВСР № 510/79 от 25.02.1921 г. переименована в Чонгарскую Красную кавалерийскую дивизию; приказом РВС СССР № 1049/168 от 14.08.1924 г. ей было возвращено прежнее наименование 6-й Чонгарской Красной кавалерийской дивизии. Приказом РВС СССР № 65 от 25.04.1933 г. дивизии было присвоено имя С. М. Буденного и название Краснознамённой.

### Полное название
6-я казачья кавалерийская Кубанско-Терская Чонгарская ордена Ленина трижды Краснознамённая ордена Красной Звезды дивизия имени С. М. Будённого
(Приказом НКО СССР № 061 от 21.04.1936 г. О переименовании 10, 12, 4 и 6 кавалерийских дивизий в казачьи, о формировании 13 Донской казачьей дивизии и отдельной кавалерийской бригады горских национальностей и об установлении для казачьих дивизий особой формы одежды.)
После окончания Гражданской войны соединение дислоцировалось на территории Белоруссии.
17-28.09.1939 дивизия участвовала в Польском походе в составе Конно-механизированной группы и 4-й армии (6-й кавкорпус) Белорусского фронта.
15-16.06.1940 соединение в составе 6-го кавалерийского корпуса 11-й армии введено в Литву. По окончании операции по занятию территории этой республики дивизия была возвращена в Западный ОВО.
На 22.06.1941 дивизия входила в состав 6-го казачьего кавалерийского корпуса 10-й армии Западного ОВО и дислоцировалась в Ломже. 22 июня дивизия вступила в бой.
В 4 часа 22 июня 1941 года 36-я кавалерийская дивизия была поднята по тревоге и вскоре выступила с задачей соединиться с 6-й Чонгарской дивизией и совместно отразить наступление противника на ломжевском направлении. Из воспоминаний непосредственного участника событий кавалериста 48-го казачьего кавалерийского полка 6-й Кубано-Терской казачьей кавалерийской дивизии ветерана Великой Отечественной войны Жукова Ивана Павловича: « В 1941 году 22 июня примерно в три часа ночи всю нашу казачью дивизию построили на боевую позицию в городе Ломжа. Примерно за час до открытия немцами огня. В месте дислокации казачьей дивизии также находились другие наши войска. Прогремели первые разрывы немецких бомб. Началась война…Немецкая авиация разбомбила столовую, недалеко от места построения полка. Прямо в здание столовой бомба попала, но никто не пострадал. Там же рядом находилась наша конюшня. Все четыре полка казачьей дивизии выдвинулись на границу и приняли бой. Штаб дивизии примерно в восемь часов утра отошёл в лес (рядом с аэродромом)…»
В июне-начале июля 1941 в ходе приграничного Белостокско-Минского сражения в Белоруссии дивизия с боями отходила от Ломжи к Минску и была почти вся уничтожена в котле юго-западнее Минска. Лишь до 350 конников с боем вырвались из кольца, но в последующих боях у Орши и они почти все погибли. Официально соединение расформировано 19.09.1941.

## Награды дивизии
- ???? — присвоено имя «Товарища Буденного»
- 29 февраля 1928 года — Почётное Революционное Красное Знамя — награждена постановлением Президиума Центрального Исполнительного Комитета СССР от 29 февраля 1928 года в ознаменование десятилетия РККА и отмечая боевые заслуги на различных фронтах гражданской войны, начиная с 1918—1919 года.[4]
- 23 января 1930 года —  Орден Красного Знамени — награждена постановлением Президиума Центрального Исполнительного Комитета СССР от 23 января 1930 года.[5]
- 27 февраля 1935 года —  Орден Ленина — награждена постановлением Президиума ЦИК СССР от 27 февраля 1935 года в ознаменование 15-летней годовщины 1 Конной армии, героически проявившей себя в гражданской войне рядом незабываемых побед на южном и других фронтах, и за особо выдающиеся заслуги отдельных её частей, бойцов, командиров и политработников как во времена гражданской войны, так и в деле боевой, политической и технической подготовки Красной Армии в период мирного строительства.[6]
- 17 марта 1939 года —  Орден Красной Звезды — награждена указом Президиума Верховного Совета СССР от 17 ноября 1939 года в ознаменование 20-й годовщины организации 1 Конной армии за боевые заслуги при защите Советского Союза и за успехи в боевой и политической подготовке.

## Боевой путь дивизии
В 4 часа 22 июня 1941 года 36-я кавалерийская дивизия была поднята по тревоге и вскоре выступила с задачей соединиться с 6-й Чонгарской дивизией и совместно отразить наступление противника на ломжевском направлении. Из воспоминаний непосредственного участника событий кавалериста 48-го казачьего кавалерийского полка 6-й Кубано-Терской казачьей кавалерийской дивизии ветерана Великой Отечественной войны Жукова Ивана Павловича: « В 1941 году 22 июня примерно в три часа ночи всю нашу казачью дивизию построили на боевую позицию в городе Ломжа. Примерно за час до открытия немцами огня. В месте дислокации казачьей дивизии также находились другие наши войска. Прогремели первые разрывы немецких бомб. Началась война…Немецкая авиация разбомбила столовую, недалеко от места построения полка. Прямо в здание столовой бомба попала, но никто не пострадал. Там же рядом находилась наша конюшня. Все четыре полка казачьей дивизии выдвинулись на границу и приняли бой. Штаб дивизии примерно в восемь часов утра отошёл в лес (рядом с аэродромом)…»

## Подчинение
- 6-й казачий кавалерийский корпус

## Состав

### Состав на 1.07.1935
Состав, командование и дислокация 6-й кавалерийской Чонгарской Краснознаменной дивизии им. Буденного.
- 31 кавалерийский Белореченский полк (С. И. Воробьев[к 1]) — Гомель
- 32 кавалерийский Белоглинский полк (А. Д. Шалимов) — Гомель
- 33 кавалерийский Северо-Донецкий полк (П. П. Вахромеев) — Могилев
- 34 кавалерийский Ростовский полк (Ф. В. Камков) — Рогачев
- 6 механизированный полк (С. М. Кривошеин) — Гомель
- 6 конно-артиллерийский полк — Новобелица
- 23 авиационный отряд, 6 отдельный эскадрон связи, 6 отдельный саперный эскадрон — Гомель

### Состав на 21.06.1941
Состав и краткое наименование частей 6-й казачьей кавалерийской Кубанско-Терской Чонгарской ордена Ленина трижды Краснознаменная ордена Красной Звезды дивизии им. С. М. Буденного.
- 3-й Белореченский Кубанский казачий кавалерийский полк (3 кп)
- 48-й кавалерийский полк (48 кп)
- 94-й кавалерийский полк (94 кп)
- 152-й кавалерийский полк (152 кп)
- 35-й танковый полк (35 тп)
- 15-й конно-артиллерийский дивизион (15 кад)
- 64-й отдельный зенитно-артиллерийский дивизион (64 озадн)
- 15-й артиллерийский парк (15 артпарк)
- 17-й сапёрный эскадрон (17 сапэ)
- 38-й отдельный эскадрон связи (38 оэс)
- 10-й отдельный дегазационный взвод (10 отд. дегазационный взвод)
- 26-й медико-санитарный дивизион (26 медсандив)
- 3-й продовольственный транспорт (3 продтр)
- 20-й автотранспортный эскадрон (20 атэ)
- 255-й дивизионный ветеринарный лазарет (255 двл)
- 10-й ремонтно-восстановительный батальон (10 рвб)
- 337-й полевой хлебозавод (337 пхз)
- 47-я походная ремонтная мастерская (47 порем)
- 49-я шорно-седельная мастерская (49 шорсам)
- 259-я полевая почтовая станция (259 ппс)
- 384-я полевая касса Госбанка (384 пкг)

## Командный состав дивизии

### Командиры
- Неговора, Савелий Власович — с 9 января 1919 года по 26 марта 1919 года[10]
- Апанасенко, Иосиф Родионович — с 26 марта 1919 года по 24 апреля 1919 года[10]
- Семенов — с 24 июня 1919 года по 14 июля 1919 года[10]
- Соловьев, Борис, врид — с 14 июля 1919 года по 15 июля 1919 года[10]
- Апанасенко, Иосиф Родионович — с 15 июля 1919 года по 17 июля 1919 года[10]
- Поляков, Алексей Михайлович, врид — с 17 июля 1919 года по 24 августа 1919 года[10]
- Батурин, Григорий Николаевич — с 24 августа 1919 года по 3 октября 1919 года[10]
- Апанасенко, Иосиф Родионович — с 3 октября 1919 года по 3 ноября 1919 года[10]
- Тимошенко, Семён Константинович — с 3 ноября 1919 года по 5 августа 1920 года[10]
- Апанасенко, Иосиф Родионович — c 5 августа 1920 года по 12 октября 1920 года[10]
- Шеко, Яков Васильевич, врид — с 12 октября 1920 года по 27 октября 1920 года[10]
- Городовиков, Ока Иванович — с 27 октября 1920 года по 22 октября 1921 года[10]
- Ракитин, Николай Васильевич — с 22 октября 1921 года по август 1923 года
- Городовиков, Ока Иванович — с 1923 года по 05.1924 года[10]
- Тарновский-Терлецкий, Александр Максимович ((Евсей Маркович Коган))— 1924—1926
- Вайнер, Леонид Яковлевич — с 15.10.1929 года по 17.08.1933 года
- Селиванов, Иван Васильевич — с августа 1933 по 22 апреля 1934 года
- Вайнерх-Вайнярх, Дмитрий Ананьевич — с 22 апреля 1934 по июля 1937
- Лопатин, Антон Иванович — с июля 1937 года по июль 1938 года
- Макаров, Пётр Григорьевич — с 14 августа 1939 года по март 1941 года
- Константинов, Михаил Петрович — с 14 марта 1941 года по 19 сентября 1941 года.

### Военкомы
- Романов, Георгий Павлович, врид — с 11 апреля 1919 года по 4 июня 1919 года, с 9 августа 1920 года по 13 августа 1920 года, с 29 сентября 1920 года по 27 октября 1920 года[10]
- Берлов, Василий Иванович, врид — с 9 июля 1919 года по 25 августа 1919 года, с 6 января 1920 года по 10 февраля 1920 года[10]
- Салтыков, Яков, врид — с 27 августа 1919 года по 1 сентября 1919 года[10]
- Месхи, Сергей Георгиевич — с 1 сентября 1919 года по 3 ноября 1919 года[10]
- Карпик, Дмитрий Игнатьевич — с 03 ноября 1919 года по 31 декабрь 1920 года
- Бахтуров, Павел Васильевич — с 4 ноября 1920 года по 23 ноября 1920 года, с 12 февраля 1920 года по 5 августа 1920 года[10]
- Гнидин, Пётр В. — с 23 ноября 1919 года по 6 января 1920 года[10]
- Винокуров — с 13 августа 1920 года по 4 сентября 1920 года[10]
- Ширяев, Иван, врид — с 4 сентября 1920 года по 13 сентября 1920 года, с 5 декабря 1920 года по 18 декабря 1920 года[10]
- Шепелев, Георгий Георгиевич — с 13 сентября 1920 года по 28 сентября 1920 года. Убит конноармейцами из 33-го полка 2-й бригады.[10]
- Богданов, Михаил, врид — с 27 октября 1920 года по 30 ноября 1920 года[10]
- Налетов, Никита, врид — с 30 ноября 1920 года по 5 декабря 1920 года[10]
- Иванов-Ивановский, врид — с 18 декабря 1920 года по 22 апреля 1921 года[10]
- Фогель, Ян Янович — с сентября 1927 года по сентябрь 1928 года[11]
- Быков, Иван Анфимович[12], полковой комиссар — с 10 сентября 1939 года по 19 сентября 1941 года[9]

### Начальники штаба
- Зиберов, Иван Георгиевич — с 9 января 1919 года по 25 мая 1919 года, с 22 декабря 1920 года по 6 февраля 1921 года[10]
- Лихачев, Илья Андреевич — с 25 мая 1919 года по 30 мая 1919 года[10]
- Ершов, Евгений Павлович — с 30 мая 1919 года по 8 июля 1919 года[10]
- Муравьев, А., врид — с 8 июля 1919 года по 12 июля 1919 года[10]
- Стройло, Иван Сергеевич — с 16 июля 1919 года по 5 ноября 1919 года[10]
- Лихачев, Илья Андреевич — с 5 ноября 1919 года по 16 февраля 1920 года[10]
- Жолнеркевич, Константин Карлович — с 16 февраля 1920 года по 5 августа 1920 года[10]
- Шеко, Яков Васильевич — с 5 августа 1920 года по 14 декабря 1920 года[10]
- Берлов, Дмитрий Петрович, врид — с 14 декабря 1920 года по 22 декабря 1920 года[10]
- Данилов, Георгий Михайлович — с 10 декабря 1940 по 30 июня 1941[13]

### Помощники командира дивизии
- Логвиненко,  Иван Петрович − с 21 ноября 1940 по 28 июня 1941 года[10]

## Известные люди, связанные с дивизией
- Андоньев, Николай Федорович  — В 1934-1937 гг. служил  начальником химической службы  34-м в Ростовском кавалерийском полку. Впоследствии, советский военачальник, генерал-майор.
- Григорьян, Григорий Аркадьевич  —  В июле-сентябре 1919 г. командир взвода в 33-м кавалерийском полку. Впоследствии, советский военачальник, генерал-майор.
- Лондарев, Карп Семёнович  (1900-1975) Командир артвзвода 2-го конного артдивизиона. дважды Краснознамёнец (1921, 1923.)
- Мальцев, Андрей Прокофьевич —  В 1918-1926 гг. служил в 35-м кавалерийском полку: командиром отделения, взвода и эскадрона. Впоследствии, советский военачальник, полковник.
- Кондратьев, Александр Васильевич  —  С 15 марта по май 1919 года - командир эскадрона 31-го кавалерийского полка. Впоследствии, советский военачальник, генерал-майор[14].
- Тантлевский, Евсей Борисович - помощник начальника штаба дивизии по оперативной работе, командир полка. Впоследствии, советский военачальник, комбриг.
- Книга, Василий Иванович - с  1919 по октябрь 1920 года - командир 1-й кав.бригады
- Погребов, Борис Андреевич - с мая 1919 по 11 октября 1920 года - командир 2-й кав.бригады
- Романенко, Прокофий Логвинович - с мая 1919 по октябрь 1920 года - командир 33-го кав.полка

## Комментарии
1. ↑  Воробьев Сергей Ильич (1903 — 1937) — Полковник (24.01.1936). Беспартийный. В РККА с 1920. командир 31-го кавалерийского полка (ноябрь 1931 — июль 1935)[8].